# Till Brönner
Till Brönner (ur. 6 maja 1971 w Viersen) – niemiecki trębacz i wokalista jazzowy.

## Dyskografia

### Albumy
- 1993 Generations of Jazz
- 1995 My secret Love
- 1996 German Songs
- 1997 Midnight (with Michael Brecker i Dennis Chambers)
- 1998 Love
- 2000 Chattin with Chet (A Tribute to Chet Baker)
- 2001 Jazz Seen (O.S.T.)
- 2002 Blue Eyed Soul (feat. Mark Murphy)
- 2004 That Summer
- 2004 Höllentour (O.S.T.)
- 2006 Oceana (feat. Carla Bruni, Madeleine Peyroux, Luciana Souza)
- 2007 The Christmas Album (feat. Curtis Stigers, Yvonne Catterfeld, Frank McComb, Kim Sanders, Don Grusin)
- 2008 Rio – (feat. Vanessa da Mata, Kurt Elling, Melody Gardot, Annie Lennox, Aimee Mann, Sergio Mendes, Milton Nascimento i Luciana Souza)
- 2010 At the End of the Day
- 2012 Till Brönner
- 2014 The Movie Album

### Live-DVD
- 2005 A Night In Berlin